# 古墓丽影复刻版
《古墓丽影》复刻版有：
- 《古墓丽影I–III复刻版》：2024年2月14日發佈
- 《古墓丽影IV–VI复刻版》：2025年2月14日發布

|  | 这是一个同类索引条目，列出擁有相同或近似名稱的同類型項目。 若您循內部連結來到此頁面，請考慮修正該，將其指向正確的條目。 |